# NASA (canção)
"NASA" é uma canção da cantora estadunidense Ariana Grande, contida em seu quinto álbum de estúdio Thank U, Next (2019). Foi composta pela própria em conjunto com Victoria Monét, Tayla Parx, Tommy Brown e Charles Anderson, sendo produzida pelos dois últimos, com Grande e Monét servindo como produtoras vocais. A sua gravação ocorreu em outubro de 2018 nos Jungle City Studios em Nova Iorque.

## Faixas e formatos
| Download digital e streaming |        |         |  |
| N.º                          | Título | Duração |  |
| 1.                           | "NASA" | 3:02    |  |

## Desempenho nas tabelas musicais

### Posições
| Tabela musical (2019)                                  | Melhor posição |
| ------------------------------------------------------ | -------------- |
| Alemanha (Media Control Charts)                        | 69             |
| Austrália (ARIA Charts)                                | 16             |
| Canadá (Canadian Hot 100)                              | 17             |
| Escócia (The Official Charts Company)                  | 42             |
| Eslováquia (IFPI Slovenská Republika)                  | 24             |
| Espanha (Productores de Música de España)              | 85             |
| Estados Unidos (Billboard Hot 100)                     | 17             |
| França (Syndicat National de l'Édition Phonographique) | 128            |
| Malásia (Recording Industry Association of Malaysia)   | 15             |
| Nova Zelândia (NZ Top 40 Singles)                      | 30             |
| Países Baixos (MegaCharts)                             | 41             |
| Portugal (Associação Fonográfica Portuguesa)           | 26             |
| Chéquia (IFPI Česká Republika)                         | 28             |
| Singapura (Recording Industry Association Singapore)   | 14             |
| Suécia (Sverigetopplistan)                             | 51             |

## Créditos
Todo o processo de elaboração de "NASA" atribui os seguintes créditos:
Gravação e publicação
- Gravada em outubro de 2018 nos Jungle City Studios (Nova Iorque)
- Mixada nos MixStar Studios (Virginia Beach, Virgínia)
- Masterizada nos Sterling Sound (Nova Iorque)
- Publicada pelas empresas Universal Music Corp./GrandAri Music (ASCAP), District 4-12/Avex Music Publishing (ASCAP), Victoria Monét Music Publishing (ASCAP) e Taylor Monét Music/Warner Chappell Music (BMI)

Produção